# 奧雷利亞諾·查維斯
奧雷利亞諾·查維斯（1929年1月13日—2003年5月1日），巴西政治家。自1967年開始代表國家革新聯盟成為國會米纳斯吉拉斯州下議院議員，到1975年成為米纳斯吉拉斯州州長，1979年當選為巴西副總統。巴西重新開始民主化以後角逐總統不遂，最後於1989年退出政壇，2003年病逝。
| 前任： 阿達爾維托·杜斯·桑托斯 | 巴西副总统 1979年－1985年 | 繼任： 若澤·薩爾內 |